# Mecklenburg-Phase
| Glaziale/ Interglaziale | Stadiale/ Interstadiale | Zeitraum (v. Chr.) |
| ----------------------- | ----------------------- | ------------------ |
| Weichsel- Spätglazial   |                         |                    |
| Jüngere Dryaszeit       | 10.730–09.700           |                    |
| Alleröd-Interstadial    | 11.400–10.730           |                    |
| Ältere Dryaszeit        | 11.590–11.400           |                    |
| Bölling-Interstadial    | 11.720–11.590           |                    |
| Älteste Dryaszeit       | 11.850–11.720           |                    |
| Meiendorf-Interstadial  | 12.500–11.850           |                    |
| Weichsel- Hochglazial   |                         |                    |
| Mecklenburg-Phase       | 15.000–13.000           |                    |
| Pommern-Phase           | 18.200–15.000           |                    |
| Lascaux-Interstadial    | 19.000–18.200           |                    |
| Laugerie-Interstadial   | 21.500–20.000           |                    |
| Frankfurt-Phase         | 22.000–20.000           |                    |
| Brandenburg-Phase       | 24.000–22.000           |                    |
| Tursac-Interstadial     | 27.000–25.500           |                    |
| Maisières-Interstadial  | 30.500–29.500           |                    |
| Denekamp-Interstadial   | 34.000–30.500           |                    |
| Huneborg-Stadial        | 39.400–34.000           |                    |
| Hengelo-Interstadial    | 41.300–39.400           |                    |
| Moershoofd-Interstadial | 48.700                  |                    |
| Glinde-Interstadial     | 51.500                  |                    |
| Ebersdorf-Stadial       | 53.500                  |                    |
| Oerel-Interstadial      | 57.700                  |                    |
| Weichsel- Frühglazial   |                         |                    |
| Schalkholz-Stadial      | 60.000                  |                    |
| Odderade-Interstadial   | 74.000                  |                    |
| Rederstall-Stadial      | ?                       |                    |
| Brörup-Interstadial     | ?                       |                    |
| Amersfoort-Interstadial | ?                       |                    |
| Herning-Stadial         | 115.000                 |                    |
| Eem-Warmzeit            |                         |                    |
|                         | 126.000                 |                    |

Als Mecklenburg-Phase wird der letzte Eisvorstoß des skandinavischen Inlandeises am Ende des Pleniglazials der Weichsel-Kaltzeit bezeichnet. Sie datiert in etwa in den Zeitraum 15.000 bis 13.000 v. Chr.

## Namensgebung und Begriffsgeschichte
Der Begriff Mecklenburg-Phase, auch als Mecklenburg-Stadium, Mecklenburg-Vorstoß oder Jungbaltischer Gletschervorstoß bekannt, geht auf Archibald Geikie zurück, der 1895 in seiner Gliederung des Pleistozäns ein Mecklenburgian anführte, welches End- und Grundmoränen des letzten baltischen Eisstromes kennzeichnen sollte. K. Keilhacks Mecklenburger-Stufe aus dem Jahr 1896 war leider eine Fehlzuweisung zu den Endmoränen der Frankfurt-Phase. Erst 1965 erkannte S. Heerdt, dass nach der Pommern-Phase nochmals ein Eisvorstoß erfolgt war, welcher im Norden Mecklenburgs eine eigene Grundmoräne zurückgelassen hatte – korrelierbar mit der Rosenthaler Staffel, einer Endmoräne. Im Jahr 1984 lieferte J. Eiermann eine Neudefinition als Mecklenburger Stadium.
Typusregion der Mecklenburg-Phase ist das nördliche Land Mecklenburg, eine gesonderte Typlokalität existiert nicht.

## Geographischer Verlauf
Die Mecklenburg-Phase liegt im Norden Mecklenburgs hauptsächlich als Grundmoräne vor. Nur stellenweise wie beispielsweise in der Rosenthaler Staffel wird der Eisvorstoß auch durch Endmoränen markiert. Im westlichen Mecklenburg tritt er dicht an die Pommersche Hauptendmoräne (W2) der vorangegangenen Pommern-Phase heran und folgt ihr nach Osten. Erst in Vorpommern setzt er sich wieder deutlicher ab. Weiter nach Osten bindet er an die Stettiner Staffel an und soll darüber hinaus mit mehreren Unterbrechungen bis nach Masuren verfolgbar sein. Seine Fortsetzung nach Westen und Nordwesten ist nicht gesichert, verläuft aber sehr wahrscheinlich über die innerste Randlage der Lübecker Bucht, nach Schleswig-Holstein über die Sehberg-Randlage und schließlich nach Dänemark über die Ostjütische Randlage.
In Schleswig-Holstein und in Dänemark kam es anschließend zu einem weiteren Vorstoß, der gegenüber dem ersten zurückblieb. Er wird in Schleswig-Holstein als Warleberg-Vorstoß und in Dänemark als Beltsee-Vorstoß bezeichnet. Der Beltsee-Vorstoß kreuzt die Flensburger Förde, die Insel Fünen in Dänemark und folgt dann einer Linie, die nördlich des Großen Belts und der Insel Seeland verläuft.
Der Eisrand der letzten aktiven Phase liegt entlang der Darsser Schwelle zwischen Nordmecklenburg und Falster, er wendet sich dann nach Norden, umschreibt die Fakse Bugt und die Køge Bugt Seelands, durchquert den Süden des Öresunds und durchzieht schließlich den südwestlichsten Teil Schonens. Er korreliert möglicherweise mit der Velgaster Randlage.

## Stratigraphie und Korrelation
Die Mecklenburg-Phase, auf geologischen Karten mit W3 bzw. qW3 angegeben, folgt stratigraphisch auf die Pommern-Phase. Sie wird ihrerseits vom Meiendorf-Interstadial des Weichsel-Spätglazials abgelöst. Sie korreliert mit dem Grönland-Stadial 2a (GS-2a). In der Typusregion Mecklenburg-Vorpommern kann sie dreigeteilt werden (von jung nach alt):
- Nordost-Rügener Randlage W3Rü
- Velgaster Randlage W3V
- Mecklenburg-Rosenthaler Randlage W3/W3R

Die Fortsetzung der Mecklenburg-Rosenthaler Randlage nach Westen (Schleswig-Holstein) ist nicht eindeutig und eine Korrelation mit dem Sehberg-Vorstoß (qw5) ist umstritten, Müller u. a. (1995) verbinden diesen Vorstoß vielmehr mit der Pommern-Phase. Eine Korrelation mit dem Warleberg- bzw. Fehmarn-Vorstoß (qw6) ist jedoch wahrscheinlicher. Die Velgaster Randlage setzt sich wie eingangs bereits erwähnt möglicherweise über die Darsser Schwelle nach Dänemark fort. Die Mecklenburg-Phase kann insgesamt dem polnischen Gardno-Stadium (bzw. Gardno-Phase) zugeordnet werden.

## Datierung
Thermoluminiszenzdaten an Kamesedimenten aus der Lübecker Bucht haben ein Durchschnittsalter von 13000 v. Chr. geliefert. Görsdorf und Kaiser (2001) hingegen geben für die Abgrenzung des Weichsel-Spätglazials noch ein recht hohes Alter von 14.060 ± 220 Kohlenstoffjahren v. h. an, kalibriert entspricht dies 15.356 v. Chr. (15.526 bis 15.110 v. Chr.).  Die erste spätweichselzeitliche Erwärmung (Übergang vom Pleniglazial zum Meiendorf-Interstadial) wird mit 12.700 v. Chr. datiert. Dem vergleichbar setzen auch Lowe u. a. (2008) den Beginn des Spätglazials mit 12.692 v. Chr. an. Litt u. a. (2007) jedoch definieren das Ende des Weichsel-Hochglazials etwas später mit 12.500 v. Chr. Insgesamt dürfte die vorangehende Abkühlung während der Mecklenburg-Phase somit in etwa in den Zeitraum 15.000 bis 13.000 v. Chr. zu stellen sein.

## Geologie
Für das Land Mecklenburg-Vorpommern lässt sich anhand der Anordnung der Eisrandlagen des Weichsel-Hochglazials eine zeitliche Abfolge erkennen, die ein von Südwest nach Nordost abnehmendes Alter aufweist. So folgt beispielsweise in etwa parallel auf die von Schwerin nach Südosten ziehende W1B-Randlage der Brandenburg-Phase in nur wenigen Kilometern Abstand die Randlage der Frankfurt-Phase W1F. Morphologisch herausragendstes Element ist die in Loben gegliederte Pommersche Haupteisrandlage W2 der zweigliedrigen Pommern-Phase mit einem ungefähren Alter von 15.600 Jahren v. Chr. Die Pommersche Haupteisrandlage beginnt östlich von Lübeck, umläuft den Süden Wismars, biegt dann in südöstliche Richtung und passiert 20 Kilometer südlich von Neubrandenburg. Ihre zugehörige Grundmoräne ist im nordöstlichen Rückland flächenhaft und auch in größeren Mächtigkeiten verbreitet, hiervon ausgenommen sind jedoch Rinnen- und Beckenareale. Die sich nördlich anschließende, von Grundmoränen dominierte Landschaft Vorpommerns wird zu den flachwelligen nordmecklenburgischen Lehmplatten gezählt, in denen sich der während des Pommerschen Hauptvorstoßes zusammenhängende Rand des Inlandeises aufgrund klimatischer Schwankungen auflöste bzw. nachfolgend oszillierte. Der Maximalvorstoß der Pommern-Phase verläuft parallel zur Hauptrandlinie und ist ihr nur einige Kilometer gen Südwest vorgelagert; er biegt aber mit Erreichen der Warnow nach Westen ab in Richtung Schwerin und nähert sich dort dem Rand der Frankfurt-Phase.
Auf die Pommersche Haupteisrandlage folgt die Rosenthaler Randlage W3R der Mecklenburg-Phase mit ihren modellhaften Stauchwällen und einzelnen Sanderschüttungen. Der W3R- bzw. W3-Endmoränenzug beginnt im Osten an der Grenze zu Polen bei Pampow/Mewegen und setzt sich über den Pasewalker Kirchenforst nach Westen fort. Im Endmoränenkomplex der Brohmer Berge (bis 148 m NHN) zwischen Jatznick und Wittenborn mit der Typlokalität Rosenthal erreicht die W3R-Randlage ihre markanteste Ausprägung und wird im weiteren Verlauf nach Westen morphologisch unauffällig. Nördlich der Rosenthaler Randlage wird die oberflächennahe W2-Grundmoräne durch einen zumeist geringmächtigen und sandig ausgeprägten Till mit charakteristischer lithologischer Zusammensetzung geprägt, der einem W3-Vorstoß zuzuordnen ist. Die im Rückland der W3R-Randlage liegenden, überwiegend reliefarmen Grundmoränenebenen werden in Vorpommern durch morphologisch eher unauffällige Rückzugsstaffeln sowie Täler und weite Becken, wie z. B. dem Haffstausee-Becken, weiter untergliedert. Die westlich von Stralsund über Wolgast bis Usedom verlaufende Velgaster Randlage W3V hat über größere Strecken den Charakter einer Stauchendmoräne. Die Velgaster Randlage findet möglicherweise ihre Fortsetzung über die Darsser Schwelle nach Fünen. Eine in ihrem Status und Verlauf umstrittene Endmoräne stellt die sogenannte Spantekower Randlage dar. Diese nur lokal kartierte W3-Rückzugsstaffel tritt im Bereich der Hellberge bei Drewelow morphologisch in Erscheinung.

## Eisstrom
Eine Auswertung eingeregelter und gekritzter Geschiebe, Gletscherschrammen und anderer Strukturdaten ergibt, dass während der Mecklenburg-Phase die Eismassen des skandinavischen Eisschildes aus dem Gebiet der heutigen östlichen Ostsee heraus zwischen Südschweden und der südlichen Ostseeküste hindurch weit nach Westen vordrangen und sich fächerförmig im westlichen Ostseeraum ausbreiteten. Ihre räumliche Ausdehnung blieb aber gegenüber der vorangegangenen Pommern-Phase zurück. Die östliche Herkunft des Eisstromes wird durch die Zusammensetzung des glazigen verfrachteten Materials bewiesen. So sind beispielsweise im W3-Grundmoränenmaterial verhältnismäßig hohe Anteile paläozoischer Kalke (Gotland) und roter, frühkambrischer Sandsteine (Bornholm) enthalten. Es ist wahrscheinlich, dass das Vordringen nach Westen durch ein recht rasches Abschmelzen der bisher blockierend wirkenden Eiszentren in Norwegen und Schweden ermöglicht wurde. Die Bewegung des Eisstromes erfolgte eventuell sehr rasch und ruckartig (engl. surge) bedingt durch wasserübersättigtes Sediment, einen dünnen Wasserfilm an der Basis bzw. durch einen Kontaktverlust zur Unterlage.

## Umweltparameter

### Sauerstoffisotopen
Während der Mecklenburg-Phase schwankten die δ18-Werte zwischen – 42 und – 39 ‰ SMOW um einem Mittelwert von – 40,5 ‰ SMOW. Sie lagen damit um mehr als 5 ‰ tiefer als zu Beginn des Meiendorf-Interstadials. Gegenüber der vorangehenden Pommern-Phase waren sie um knapp 3 ‰ niedriger.

### Temperaturen
Gemäß Renssen und Isarin (2001) waren die Wintertemperaturen der Mecklenburg-Phase im Vergleich zum spätglazialen Meiendorf-Interstadial um bis zu 20 °C niedriger, sie dürften sich zwischen – 25 und – 15 °C bewegt haben. Die Sommertemperaturen waren mit 10 bis 15 °C gegenüber 13 bis 17 °C jedoch nur geringfügig kühler.

## Kulturgeschichte
Gegen Ende der Mecklenburg-Phase entstand im norddeutschen Raum die jungpaläolithische Hamburger Kultur (13.500 bis 11.100 v. Chr.), die vorwiegend auf der Rentierjagd basierte. Süddeutschland gehörte dem Kulturkreis des Mittleren Magdaléniens an.